# Daniel Zítka
Daniel Zítka, né le 20 juin 1975 à Havirov en Tchécoslovaquie (aujourd'hui Tchéquie) était un footballeur tchèque et occupant le poste de gardien de but. Il a arrêté sa carrière après avoir évolué au Sparta Prague pendant deux années.

## Biographie

### En club
Né à Havirov en Tchéquie, Daniel Zítka est formé par le club local du Baník Havířov. Il rejoint ensuite le Viktoria Žižkov, club avec lequel il commence sa carrière professionnelle.
Il arrive en 1999 en Belgique, où il signe en faveur du KSC Lokeren.
Lors de la saison 2008-2009, il percute un attaquant du club de Dender et tombe au sol. Il perd deux dents et se fracture la jambe. S'ensuivra une longue période de rééducation jusqu'en juin 2009. Ce qui en fait la plus longue blessure de la carrière du gardien tchèque.
Le jeudi 13 mai, le Tchèque annonce sur son site internet que le RSC Anderlecht est disposé à le laisser partir gratuitement et ce malgré la dernière année de contrat portant jusque juin 2011. Le jeudi 3 juin, il rompt de commun accord son contrat avec le RSC Anderlecht et signe au Sparta Prague un nouveau contrat de deux années (et un an supplémentaire en option).
Durant la saison 2009- 2010, Zitka n'a porté le maillot mauve qu'à une seule occasion, lors de la venue de Saint-Trond VV le samedi 8 mai 2010 pour le dernier match des playoff 1 au Stade Constant Vanden Stock.

### En sélection
Daniel Zítka honore sa première sélection avec l'équipe nationale de Tchéquie le 21 novembre 2007 contre Chypre. Il est titulaire et son équipe s'impose ce jour-là (0-2 score final).

## Palmarès
- Champion de Belgique en 2004, en 2006, en 2007 et en 2010 avec RSC Anderlecht.
- Vainqueur de la Supercoupe de Belgique en 2006 et en 2007 avec RSC Anderlecht.
- Vainqueur de la Coupe de Belgique en 2008 avec RSC Anderlecht.

## Distinctions personnelles
- Gardien de l'année en 2007 avec le RSC Anderlecht.
- Trophée du 12e homme en 2007 avec le RSC Anderlecht..